# Trenel (ville)
Pour les articles homonymes, voir Trenel.
Trenel est une ville du nord-est de la province de La Pampa, en Argentine, et le chef-lieu du département de Trenel.
Elle se trouve à 123 km de Santa Rosa — capitale provinciale — et à 560 km de Buenos Aires. On y accède par voie terrestre par la route provinciale RP 4, qui rejoint la route nationale 35.

## Population
La localité comptait 3 426 habitants en 2001, soit une hausse de 4,13 % par rapport à 1991.

## Histoire
- En 1905, Antonio Devoto acheta à la compagnie britannique South American Land Company Ltd, 328 000 hectares (3280 kilomètres carrés) de terres dans la région.
- Le 20 octobre 1906, on inaugura la gare de chemin de fer de Oeste Trenel. Les terres furent dès lors colonisées par des immigrants italiens et espagnols qui y travaillèrent sous contrat. Par après, suivant le plan initial, ces terres furent vendues aux colons.